# نادي كشاورز
نادي كاشاورز لكرة القدم (بالفارسية: باشگاه فوتبال کشاورز تهران)، هو نادي إيراني سابق لكرة القدم، كانت مقرها في العاصمة الإيرانية طهران، أعلنت حل النادي عام 1998م.

## مصدر
1. ↑  روزنامه اعتماد86/2/20: داستان تيم هاي يک شبه در فوتبال ايران نسخة محفوظة 10 نوفمبر 2013 على موقع واي باك مشين.